# Colateral (documental)
Colateral es un documental venezolano dirigido por la periodista Lucrecia Cisneros y estrenado en 2020. El documental trata sobre las ejecuciones extrajudiciales en Venezuela y sobre sus consecuencias en las familias afectadas. El documental fue galardonado con varios reconocimientos en festivales de cine, incluyendo en Venezuela la categoría de mejor documental en el Concurso de Cortometrajes de la Escuela Nacional de Cine y el Festival Internacional El Grito.

## Producción
El tema principal de Colateral son las ejecuciones extrajudiciales en Venezuela por parte de las fuerzas de seguridad estatales, incluyendo de las Fuerzas de Acciones Especiales (FAES). El proyecto surgió a raíz de una iniciativa de Lucrecia Cisneros, quien trabajaba en Efecto Cocuyo y estudiaba su último semestre en la Universidad Católica Andrés Bello (UCAB), en la carrera de comunicación social. El documental fue parte de su tesis de grado. La producción fue realizada por varios estudiantes de la UCAB, incluyendo a Lucrecia Cisneros, Elvira Prieto, Carlos Carreño, Sariana Guerra, Andrés Gerlotti, Dayana Duarte y Luis Olavarría. El documental explora las consecuencias de las ejecuciones extrajudiciales para las familias y los niños afectados, y expone el testimonio de Zenaida Mejías, la madre de dos hijos cuyas muertes están atribuidas a la acción de cuerpos de seguridad, una de las cuales Zenaida fue testigo presencial en su casa. El testimonio es acompañado por el análisis de una socióloga, un psicólogo, una abogada y un defensor de derechos humanos.

## Recepción
Colateral fue incluido en la selección oficial de festivales de cine a nivel internacional. En Venezuela, participó en el festival Documenta 2021 y en los festivales internacionales El Grito y el de Maracay, al igual que en el Festival Internacional de Cine Austral, en Argentina; el Festival de Cinema de Alter do Chão, en Brasil; el International Social Change Film Festival Chicago, en Estados Unidos; el Prague International Monthly Film Festival, en República Checa; y el Africa Human Rights Film Festival, en Sudáfrica.
En 2019 el documental recibió el premio como Mejor Documental en el IV Concurso de Cortometrajes de la Escuela Nacional de Cine (ENC), y en 2021 fue galardonado con la categoría de Mejor Documental en el Festival Internacional El Grito. También ha sido el ganador nacional del festival internacional Les Tres, en Venezuela; del premio distribución del Daroca & Prision Film Festival en España, y del premio del público del Zeitimpuls ShortFilm Festival, en Austria.